# Данаиды (опера)
Данаиды (фр. Les Danaïdes) — опера в 5 актах Антонио Сальери, написанная в 1784 году в жанре лирической трагедии, на либретто Лебланка дю Руле и Барона Чуди, которые, в свою очередь, адаптировали сочинение Раньери де Кальцабиджи.

## История создания
Либретто «Гипермнестра, или Данаиды» было написано для Кристофа Виллибальда Глюка, но пожилой композитор, перенёсший два инсульта и в то время уже практически ничего не писавший, не смог выполнить заказ и попросил своего ученика и последователя Антонио Сальери принять этот труд на себя.
Сальери к тому времени был известнейшим композитором, признанным не только в Австрии, но и далеко за её пределами; но в сознании многочисленных французских поклонников Глюка никто не мог стоять рядом с великим реформатором; к тому же в Париже Сальери знали только как автора комических опер. Когда руководство Королевской академии музыки получило известие о том, что оперу вместо Глюка напишет Сальери, замену сочли неравноценной. Высоко ценивший своего придворного композитора и убеждённый в том, что его сочинение не разочарует публику, император Иосиф II 31 марта 1783 года сообщил австрийскому послу в Париже графу Мерси-Аржанто, что опера написана «фактически под диктовку Глюка». В то же время император высказал собственное мнение о Сальери: «Я полагаю, что, если ему не помешают интриги, этот молодой человек — ученик Глюка, написавший несколько превосходных партитур, — будет единственным, кто сможет заменить его, когда придет срок». Мерси, передавая сообщение императора руководству Парижской оперы, интерпретировал его таким образом, что первые 2 акта написаны Глюком, остальное — под диктовку Глюка.
Сюжет оперы был основан на древнегреческом мифе о царе Данае и его дочери Гипермнестре; в различных вариациях этот сюжет многократно использовался древнегреческими драматургами, а в новое время — оперными либреттистами, в том числе Пьетро Метастазио, на чьё либретто Глюк в 1744 году написал оперу «Гипермнестра». В опере Сальери, однако, традиционный конфликт дочернего долга и чувства женщины претворяется в глобальную проблему преступления и наказания. Многочисленные хоровые сцены представляют именно этот конфликт в экспрессивном столкновении сторон. Кульминацией оперы стала финальная сцена: идея неотвратимости возмездия выражена в ней, пишет М. Мугинштейн, «с устрашающим величием».

### Премьера

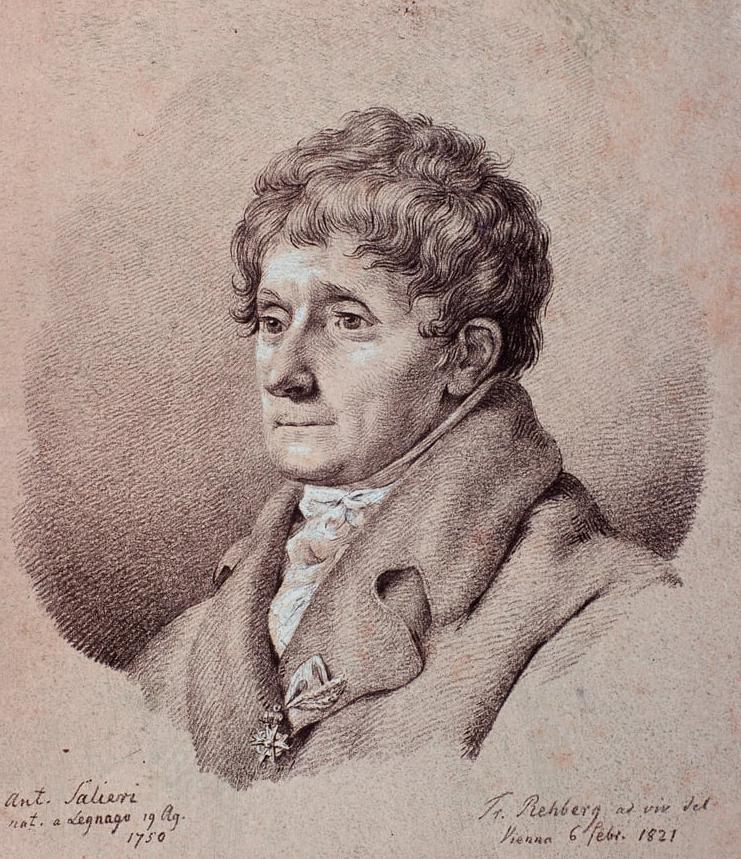
Антонио Сальери, портрет работы Ф. Реберга, 1821 год

Премьера оперы, на которой присутствовала королева Мария-Антуанетта, состоялась в Париже 26 апреля 1784 года. Поскольку в «Данаидах» были задействованы хор и, в соответствии с французской оперной традицией, балет, к исполнению был привлечён огромный по тем временам состав исполнителей; впечатление на публику произвели и красочные декорации. В партии Гипермнестры выступила Антуанетт-Сесиль де Сен-Юберти, в партии Даная — Анри Ларриве, Линкея пел Этьен Лене, Пелагуса — Жан-Пьер Моро, 1-го офицера — Дюфресни, 2-го офицера — Ж. Руссо. «Данаиды», ставшие важным звеном в эволюции французской оперы (лирической трагедии), на первых представлениях обозначались как совместное сочинение Глюка и Сальери. На следующий день после премьеры обозреватель «Журналь де Пари» (Journal de Paris) отметил: «Не похоже, чтобы публика заметила какое-либо несоответствие в композиции, и это позволяет предположить, что господин Сальери достоин того, чтобы связать себя с этим великим человеком (Глюком), и что он умеет уважать театральные обычаи».
Поскольку опера имела безоговорочный успех у публики, в том же «Журналь де Пари» было опубликовано заявление Глюка: «…Музыка „Данаид“ полностью принадлежит господину Сальери, а я принимал в ней участие лишь в форме советов, которые он соблаговолил принять от меня и на которые меня вдохновило исключительно моё уважение к нему». Обозреватель «Mercure de France» по этому поводу писал: «Заявление Глюка сделало невозможное. Оно возвысило в общем мнении и без того всеми признанный талант г-на Сальери. Его прекрасная опера свидетельствует о доподлинном знании нашего театра и позволяет надеяться на появление новых постановок, которых мы вправе от него ожидать».
Сам же Сальери, не желая уступать в благородстве учителю, 18 мая 1784 года опубликовал в «Журналь де Пари» ответное заявление: «Это правда, я написал музыку оперы „Данаиды“, но я написал её полностью под его руководством, ведомый его светом и освещённый его гением. Заслуга в музыкальных идеях — это что-то слишком общее и слишком незначительное, чтобы провоцировать тщеславие. Применение их, приложение к словам, драматическое развитие — вот что представляет собой главную ценность и даёт реальные заслуги; и всем, что есть хорошего в этом смысле в опере „Данаиды“, я обязан автору „Ифигении“. Так что я пошёл бы против правды и признательности, если бы не воспользовался честью, предоставленной мне, и не связал бы его имя со своим в авторстве этого произведения».

## Партии
Данай — бас
Гипермнестра, его дочь — сопрано
Линкей, сын Египта — тенор
Планкиппа, сестра Гипермнестры — сопрано
Пеласг, начальник стражи Даная — бас
Три офицера — 2 тенора и бас.

## Сюжет
Братья-близнецы Данай и Египт решили положить конец своей многолетней вражде: Данай согласился выдать 50 своих дочерей (Данаид) замуж за 50 сыновей Египта.
Данай и Линкей, который должен жениться на старшей из дочерей, Гипермнестре, дают в храме клятву о мире.
Однако Данай, убеждённый в вероломстве брата, приказывает своим дочерям в первую же брачную ночь убить своих мужей. Гипермнестра из любви к Линкею отказывается исполнить приказ отца, и Данай проклинает ослушницу.
Гипермнестра не может предупредить жениха о готовящемся убийстве; на свадебных торжествах, пытаясь спасти возлюбленного, она отвергает его подарок. Её попытку бежать вместе с Линкеем предотвращает Данай. Начальник стражи Даная, Пеласг, даёт сигнал к убийству, и Линкей, осознав, что происходит, бросается на помощь братьям, но не успевает их спасти.
Линкею удаётся бежать; Данай, приказав заковать Гипермнестру, вместе с разъярёнными дочерьми снаряжает погоню, но Линкей сам во главе отряда воинов нападает на дворец, чтобы спасти невесту. От гнева отца её спасает Пеласг, убивающий Даная. Начинается замлетрясение, и дворец Даная погружается в пучину. Последняя картина оперы изображает Тартар, где Даная, прикованного к скале, пожирает коршун, а 49 Данаид терзают змеи и демоны.

## Музыка

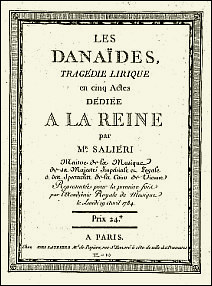
Титульная обложка партитуры «Данаид», изданной в 1784 году

Мистификация, придуманная для продвижения оперы Сальери, впоследствии многим недоброжелателям композитора давала повод утверждать, будто «Данаиды» в самом деле были написаны под диктовку Глюка. Между тем, как отмечают специалисты, Сальери в этой опере предстаёт последователем, но отнюдь не эпигоном Глюка. У ученика вырабатывался собственный музыкальный стиль, построенный на контрастах, каких в то время не знала и классическая симфония, стиль, особым образом сочетавший арии, хоры и речитативы. Кроме того, Глюк, создатель классических трагедий, писал в своё время и комические оперы, но не имел обыкновения соединять трагическое и комическое в одном сочинении, как это делает Сальери, начиная уже с увертюры, где с мрачным вступлением, заставляющим вспомнить увертюру к «Альцесте» Глюка, резко контрастирует почти буффонное сонатное аллегро. Такое смешение «высокого» и «низкого» жанров уже выводило оперу Сальери за рамки классицизма, которому был привержен Глюк.
«В „Данаидах“, — пишет музыковед Лариса Кириллина, — есть качество, которого обычно недоставало как итальянцам, так и французам XVIII века и которому они не могли научить и Глюка: симфоническое мышление, умение создавать крупное целое не из мелких фрагментов или развернутых и законченных номеров, а из естественного развития тематического и гармонического материала. Глюк… был воспитан мастерами эпохи барокко. Сальери как композитор намного ближе к венским классикам: он хорошо владеет сонатной формой и умеет создавать динамичные номера и сцены, пользуясь принципом сквозного развития (именно развития, а не нанизывания коротких разделов)».
Поэтика и стилистика оперы развивает глюковскую традицию и предвосхищает стиль позднего творчества В. А. Моцарта. Немало отзвуков «Данаид» можно найти в «Дон Жуане», написанном тремя годами позже.

## Сценическая судьба
«Данаиды» стали одной из самых успешных, в том числе и в финансовом отношении, и, по мнению специалистов, одной из лучших опер Сальери, наряду с «Тараром». Она обошла многие европейские сцены, в 1787 году была поставлена и в России — в театре Н. П. Шереметева в Кусково. Возобновлённая в 1817 году постановка «Данаид» в «Гранд-опера» произвела неизгладимое впечатление на Гектора Берлиоза: «…Я вновь обрёл, — писал композитор, — хотя и имитированные Сальери, все черты того идеала, который я создал себе из стиля Глюка».
После длительного забвения опера вернулась на сцену в 1983 году — в концертном исполнении в Перудже, под управлением Джанлуиджи Джельметти, с Монсеррат Кабалье в партии Гипермнестры. За этим исполнением, записанным и изданным на CD, последовал ряд постановок, в том числе в Штутгарте, также сохранённая на CD. В 2000 году, к 250-летию со дня рождения композитора, «Данаиды» были поставлены в театре Шереметева в Останкино.